# Eunoumeana dejectaria
Eunoumeana dejectaria là một loài bướm đêm trong họ Geometridae.